# Почаевская духовная семинария
Поча́евская духо́вная семина́рия (укр. Почаївська духовна семінарія) — духовная семинария Украинской православной церкви (Московского патриархата).

## История
В 1925 году Почаевской Лаврой при активной поддержке её наместника архимандрита Дамаскина (Малюты) и благословению Священноархимандрита обители митрополита Варшавского Дионисия (Валендинского) была открыта монастырская богословская школа с трёхлетним курсом летним обучением, в которой первоначально обучались послушники и монахи Почаевской Лавры.
В 1934 году школа была преобразована в «Православную иноческо-богословскую школу имени преподобного Иова Почаевского» при Свято-Успенской Почаевской Лавре. Обучение было рассчитано на 6 лет. Первые 2 года посвящались изучению наук общеобразовательных, а последние 4 — изучению наук богословских.
В 1939 году при поддержке Волынской духовной семинарии иноческая школа подготовила первых выпускников, но с начало Второй мировой войны семинария была закрыта.
Во время Великой Отечественной войны (1941—1945) школа возобновила свою деятельность. В Лавре были организованы пастырские курсы, которые, несмотря на военное время, успешно действовали и готовили священнослужителей.
С восстановлением после окончания боевых действий контроля Советского Союза над Галицией на долгие годы учебное заведение прекратило своё существование. В здании расположился музей атеизма.
В январе 1991 года пастырские курсы здесь были возобновлены. Для этой цели освободили помещение бывшего музея атеизма, а пастырские курсы преобразовали в Духовное училище с регентским классом.
В 1992 году регентский класс перевели в Кременец, в здание, где раньше находилось Волынское епархиальное женское училище.
4 апреля 1994 года постановлением Священного Синода Украинской Православной Церкви духовное училище в Почаеве получило статус семинарии. Первым ректором семинарии был назначен епископ Феодор (Гаюн). В том же 1994 году семинария выпустила первых выпускников в количестве 18 человек.
В 1997 году ректором Почаевской духовной семинарии назначили преподавателя Одесской духовной семинарии архимандрита Нафанаила (Крикота). До 1997 года в семинарии насчитывалось всего около 80 студентов и 18 преподавателей.
19 мая 1998 года решением Священного Синода УПЦ при семинарии был открыт сектор заочного обучения.
В мае 1999 года выпускники Сергей Сторчевой и Игорь Юрша подали прошение ректору на рассмотрение о постриге всех воспитанников 4-го класса в первую степень священства — чтецы. Прошение было удовлетворено, и в 1999 году в Семинарии состоялся первый выпуск воспитанников-чтецов. Традиция продолжается и по сей день.
До 2004 года Семинария не имела своего храма, и студенты посещали богослужения в Почаевской Лавре. В 2004 году началось строительство храма в честь преподобных Иова и Амфилохия Почаевских. 8 сентября 2007 года храм был освящён и с этого момента в нём постоянно совершаются богослужения.

## Ректоры
- Феодор (Гаюн) (8 декабря 1992 — 15 апреля 1997)
- Нафанаил (Крикота) (15 апреля 1997 — 29 января 2016)
- Серафим (Зализницкий) (29 января 2016 — 25 сентября 2018)
- Иов (Смакоуз) (с 25 сентября 2018 года)